# Estelle Maskame
Estelle Maskame (* 18. Juni 1997) ist eine schottische Schriftstellerin.

## Karriere
Im Alter von 13 Jahren begann Maskame, ihren ersten Roman, Dark Love – Dich darf ich nicht lieben, zu schreiben. Sie veröffentlichte ihn Kapitel für Kapitel auf Wattpad, wo ihn über vier Millionen Menschen lasen. Anfang 2015 unterschrieb Maskame bei Black & White Publishing ihren Vertrag, woraufhin der Roman und seine beiden Nachfolger überarbeitet veröffentlicht wurden. Die Romanreihe ist auf Englisch, Deutsch, Französisch, Polnisch, Finnisch, Spanisch, Katalanisch, Indisch, Ungarisch und Litauisch verfügbar.

## Privatleben
Maskame lebt im schottischen Peterhead.

## Werke
| Band | Deutsche Ausgabe                         | Deutsche Ausgabe   | Deutsche Ausgabe       | Englische Originalausgabe             | Englische Originalausgabe | Englische Originalausgabe | Englische Originalausgabe |
| Band | Titel                                    | Erscheinungs- jahr | ISBN                   | Titel                                 | Erscheinungs- jahr        | ISBN                      |                           |
| ---- | ---------------------------------------- | ------------------ | ---------------------- | ------------------------------------- | ------------------------- | ------------------------- | ------------------------- |
| 1    | Dark Love - Dich darf ich nicht lieben   | 2016               | ISBN 978-3-453-27063-3 | Did I Mention I Love You?             | 2015                      | ISBN 978-1-84502-984-5    |                           |
| 2    | Dark Love - Dich darf ich nicht finden   | 2016               | ISBN 978-3-453-27064-0 | Did I Mention I Need You?             | 2015                      | ISBN 978-1-84502-985-2    |                           |
| 3    | Dark Love - Dich darf ich nicht begehren | 2016               | ISBN 978-3-453-27065-7 | Did I Mention I Miss You?             | 2016                      | ISBN 978-1-84502-986-9    |                           |
| 4    | Falling - Ich kann dich nicht vergessen  | 2018               | ISBN 978-3-453-42276-6 | Dare to fall                          | 2017                      | ISBN 978-1-4926-7031-5    |                           |
| 5    | Dark Love - Ohne dich bin ich verloren   | 2019               | ISBN 978-3-641-24424-8 | Just don't mention it - Tyler's Story | 2018                      | ISBN 978-1-78530-197-1    |                           |
| 6    | Lost Hearts - Wenn aus Rache Liebe wird  | 2020               | ISBN 978-3-453-59653-5 | The wrong side of Kai                 | 2019                      | ISBN 978-1-78530-248-0    |                           |
| 7    | (Nicht bekannt)                          | -''-               | -''-                   | Becoming Mila                         | 2021                      | ISBN 978-1-78530-332-6.   |                           |